# Gaia (pigenavn)
 Der er for få eller ingen kildehenvisninger i denne artikel, hvilket er et problem. Du kan hjælpe ved at angive troværdige kilder til de påstande, som fremføres i artiklen.

 For alternative betydninger, se Gaia. (Se også artikler, som begynder med Gaia)
Gaia er et dansk pigenavn. Navnet er godkendt af Familiestyrelsen.
Ifølge Danmarks Statistik var der 130 personer med navnet Gaia i Danmark, pr 1. januar 2011.
Gaia har navnetallet 9 ("Humanisten") inden for numerologien.
Andre former for stavemåder: Gaya, Gaja.
Gaia kommer fra græsk. I den græske mytologi er Gaia jordens gudinde. Oprindeligt mente man at Gaias krop var alt landjorden i verden og at titan Okeanos (verdenshavet) omkransede hende.